# Festival Papillons de nuit
Pour les articles homonymes, voir Papillon de nuit (homonymie).
Le festival Papillons de nuit est un festival de musique qui se déroule depuis 2001 à Saint-Laurent-de-Cuves, dans le département de la Manche.
La vingtième édition, initialement prévue du 29 mai au 31 mai 2020, est finalement annulée par le comité d'organisation, le 29 avril, en raison de la pandémie de maladie à coronavirus. Par ailleurs, l'édition suivante est programmée du 21 au 23 mai 2021.

## Histoire
Quatre associations locales ont cherché à animer le village de Saint-Laurent-de-Cuves en mettant sur pied des concerts annuels dans la salle communale,[réf. incomplète]. Devant le succès de l'initiative, le festival en plein air voit finalement le jour en 2001,. La manifestation organisée par l'association R.O.C. en Baie se tient en général durant le week-end de Pentecôte.
Lors de la première édition, les concerts ont lieu sur une scène unique et attirent 3 000 spectateurs par soirée. Au fil des années la fréquentation augmente progressivement sans que le festival attire l'attention des médias nationaux. Elle se stabilise entre 50 000 et 60 000 spectateurs par an. En 2012, Papillons de Nuit est devenu la 3e manifestation touristique du département de la Manche et le 27e festival français en termes de fréquentation. Sa croissance est volontairement limitée par les organisateurs pour préserver le site et le confort du public,. En 2020, Papillons de Nuit est le 7e plus grand festival associatif de France.
L'association R.O.C. en Baie compte 27 membres permanents. Elle est présidée par l'agriculteur Patrice Hamelin. Il fait également partie des cinq programmateurs du festival. Chacune des trois soirées est consacrée à un genre musical : rap et reggae, rock et electro, et enfin chanson française. Papillons de Nuit a accueilli des artistes comme Iggy Pop, Les Rita Mitsouko, The Hives, Indochine, Charlie Winston, ou encore Zebda.
La manifestation est organisée avec l'aide de 1 300 bénévoles, originaires des communes voisines pour la plupart, et emploie près d'une centaine de techniciens intermittents. Le budget du festival s'élève à environ 2,5 millions d'euros et est autofinancé à 98 %. Il est couvert à 60 % par la billetterie, à 20 % par les recettes annexes (bars, restauration, merchandising), à 15 % par les partenariats privés et à 2 % par les subventions (Région Basse-Normandie, Conseil Départemental de la Manche, Sacem et CNV) ; le reste du financement provient de recettes diverses (cotisations, locations...). Un tiers de ce budget est consacré au volet artistique, un autre à la technique, à la logistique et à la sécurité, et le dernier aux dépenses de communication et de fonctionnement (frais administratifs, assurances, impôts et taxes, droits d'auteurs...).
En 2024, lors de la 22e édition, à la suite d'un orage avant les concerts prévus le samedi, rendant le site impraticable, les deux dernières journées ont dû être annulées.

## Affiche

### Édition 2001
- Dates : du 1er au 3 juin
- Fréquentation : 10 000 festivaliers
- Programmation :
  - Vendredi : Mosaïc, Sanseverino, Tété, La Raya Magoo
  - Samedi : Les hommes tranquilles, Mask ha gazh, Artefact, Svinkels, Matmatah
  - Dimanche : Les dormeurs du Val, EV, Dam !, Mathieu Johann, Gérald de Palmas

### Édition 2002
- Dates : du 17 au 19 mai
- Fréquentation : 15 000 festivaliers
- Programmation :
  - Vendredi : Ouarzazate System, La Sainte Java, Percubaba, La Ruda Salska
  - Samedi : Beth, Angström, Axel Bauer, Julia, Armens
  - Dimanche : Les Mouf Mouf, Bénabar, Hubert-Félix Thiéfaine, Ministère Magouille, Miro, Sinclair

### Édition 2003
- Dates : du 6 au 8 juin
- Fréquentation : 32 000 festivaliers
- Programmation :
  - Vendredi : Kana, Freedom For King Kong, Kraftmen Club, Ska-P
  - Samedi : Ou é Zoé, A.S. Dragon, Karin Clercq, Dionysos, Subway, les Wampas
  - Dimanche : Kyo, Jamait, Popa Chubby, Bezo, Jean-Louis Aubert, Tryo

### Édition 2004
- Dates : du 28 au 30 mai
- Fréquentation : 50 000 festivaliers
- Programmation :
  - Vendredi : Enhancer, Les Fatals Picards, Marcel et son orchestre, Sergent Garcia
  - Samedi : Katel, Tarmac, Elista, Archive, Sonic Machine, M
  - Dimanche : New Paulette Orchestra, Les Têtes Raides, Raphael, Cali, Tété, Yannick Noah

### Édition 2005
- Dates : du 13 au 15 mai
- Fréquentation : 53 000 festivaliers
- Programmation :
  - Vendredi : No One Is Innocent, Mass Hysteria, Tiken Jah Fakoly, Sinsemilia, Mad Sheer Khan
  - Samedi : Di Ankh, Luke, Déportivo, The Servant, Les Cowboys Fringants, Calogero, Soirée Twin
  - Dimanche : Nosfell, La Rue Ketanou, Superbus, Louis Bertignac, Amadou et Mariam, Gérald De Palmas

### Édition 2006
- Dates : du 2 au 4 juin
- fréquentation : 46 000 festivaliers
- Programmation :
  - Vendredi : Hushpuppies, Patrice, The Rakes, Iggy Pop & The Stooges, Dub Incorporation
  - Samedi : Long time to lay a track, Thomas Fersen, Buck 65, Skin, Dahlia, Texas, Soirée Twin
  - Dimanche : Debout sur le Zinc, Starsailor, Louise Attaque, Philippe Katerine, Simple Minds, Wraygunn

### Édition 2007
En 2007, le festival ouvre une 3e scène, ce qui permet de passer de 17 à 30 groupes.
- Dates : du 25 au 27 mai
- Fréquentation : 45 000 festivaliers
- Programmation :
  - Vendredi : Asian Dub Foundation, Gotan Project, Kaolin, Mano Solo, Le Maximum Kouette[9], Oai Star[9], Adrienne Pauly[9], Les Petites Bourrettes[9], Pleymo.
  - Samedi : Les Blérots de R.A.V.E.L., DJ Zebra, Izabo [9], Merzhin [9], Ministère des Affaires Populaires (MAP) [9], Porcelain [9], Razorlight, Riké, Sanseverino, Sandi Thom, Tchao Paï Paï [9], Laurent Voulzy, Soirée Twin
  - Dimanche : AaRON [9], Dobacaracol, Eiffel [9], The Fratellis, I'm From Barcelona, Juliette & The Licks, Phoenix, R2Jeux [9], Renaud, Rita Mitsouko, Rose [9], Tremore

#### Nouveautés
- Pierre-Olivier Madelaine devient administrateur général du festival.

### Édition 2008
En 2008, le festival ne se déroule pas durant le week-end de la Pentecôte comme les années précédentes, du fait d’une date trop avancée par rapport aux autres festivals.
- Dates : du 30 mai au 1er juin
- Fréquentation : 50 000 festivaliers
- Programmation :
  - Vendredi : Aṣa, Kaophonic Tribu, La Phaze, Le Peuple de l'Herbe, Massilia Sound System, Origines contrôlées, Rokia Traoré, Tiken Jah Fakoly, Yelle
  - Samedi : Alexandre Kinn, Babyshambles, BB Brunes, Fiction Plane, Jean Racine, Kim Novak, La maison Tellier, Luke, Manu, The Dø, The Hives, Vitalic, Soirée Twin
  - Dimanche : Air Traffic, Camille, Christophe Maé, Fancy, Hocus Pocus, Kiemsa, Les Cowboys Fringants, Norman B (vainqueur du tremplin), Puggy, Stereophonics, Syd Matters, Yael Naim

### Édition 2009
Le festival s'est déroulé à guichets fermés.
- Dates : du 29 au 31 mai
- Fréquentation : 60 000 festivaliers
- Programmation :
  - Vendredi : Babylon Circus, Beat Assailant, I Arkle, Keziah Jones, Moonraisers, Naive New Beaters, Oldelaf & Monsieur D, Ska-P, Shaka Ponk, Soirée Twin
  - Samedi : 2 Many DJ's, Anaïs, Bensé, Birdy Nam Nam, Cage the Elephant, Cold War Kids, Ghinzu, La Casa, Macadam club, Manu Larrouy, Pep's, Stuck in the Sound, The Kooks et The Ting Tings
  - Dimanche : Amy Macdonald, Bénabar, Charlie Winston, Concrete Knives, Grace, La Chanson du Dimanche, Pascale Picard Band, Second Sex, Sophie Hunger, Tom Graffin et Tryo

### Édition 2010
Comme en 2008, le festival ne se déroule pas durant le week-end de la Pentecôte mais le week-end suivant, pour être en phase avec les tournées de plusieurs artistes[réf. nécessaire].
- Dates : du 28 au 30 mai
- Fréquentation : 62 000 festivaliers[10]
- Programmation :
  - Vendredi : Alpha Blondy, Danakil, Bauchklang, Madness, Caravan Palace, Wax Tailor, V.V. Brown, The Bewitched Hands On The Top Of Our Heads, The Shellys, Twin
  - Samedi : Gossip, Saez, Revolver, Jil is lucky, Kasabian, Gogol Bordello, Vitalic, Miossec, Friendly Fires, Asaf Avidan  & the Mojos, Gush, Fady Mélo, Chocolate Donuts, Bloody  Beetroots Death Crew 77
  - Dimanche : Renan Luce, Féfé, Carmen Maria Vega, Jacques Dutronc, Emir Kusturica and The No Smoking Orchestra, Cœur de pirate, Hindi Zahra, Lilly Wood & the Prick, Che Sudaka, Oswando, The Black Box Revelation

### Édition 2011
- Dates : du 10 au 12 juin
- Fréquentation : 53 000 festivaliers[11]
- Programmation (annoncée complètement le 8 avril 2011)
  - Vendredi : Dub Incorporation, Yodelice, Aloe Blacc, Puggy, Chinese Man, Groundation, Maceo Parker, Selah Sue, The Tellers, Zone Libre vs Casey & B.James
  - Samedi : The Hives, Beady Eye, Kaiser Chiefs, Klaxons, Digitalism, Absynthe Minded, Jeff Lang, Brune, The Lanskies, Da Brasilians, The Joy Formidable, Eliza Doolittle, The John Spencer Blues Explosion
  - Dimanche : Ben l'Oncle Soul, Eddy Mitchell, ZAZ, Cocoon, Les Ogres de Barback, Beat Torrent, Medi, Royal Republic, King Charles, I Arkle & Les Kids, Vismets

### Édition 2012
- Dates : du 25 au 27 mai
- Fréquentation : 50 000 festivaliers[12]
- Programmation (annoncée le 13 mars 2012)
  - Vendredi : Zebda, Shaka Ponk, Brigitte, Yuksek, Imany, Orelsan, Ben Howard, Hollie Cook, Boulevard des Airs, Skanka
  - Samedi : Hubert-Félix Thiéfaine, Pete Doherty, Charlie Winston, Catherine Ringer, Étienne de Crécy, General Elektriks, Skip the Use, Bernhoft, The Inspector Cluzo, Broussaï, Balthazar, The Minutes, Kim Novak
  - Dimanche : Julien Clerc, Thomas Dutronc, Nolwenn Leroy, Goran Bregovic, C2C, Archimède, HK & Les Saltimbanks, ASM, Malted Milk, Granville, The Australian Pink Floyd Show

### Édition 2013
- Dates : du 17 au 19 mai
- Fréquentation : 48 000 festivaliers[13]
- Programmation
  - Vendredi :  1995, Camping de luxe, Foreign Beggars, Gentleman & the Evolution, Hot Rod 56, Raggasonic, Shaolin Temple Defenders, The Heavy, Tryo, Willy Moon
  - Samedi : Arno, BB Brunes, Bow Low, Goose, Kodaline, Mermonte, Miles Kane, Saez, Sallie Ford and the Sound Outside, The Computers, Tricky, Two Door Cinema Club, Woodkid
  - Dimanche : Breakbot, GiedRé, Goldwave, Hyphen Hyphen, La Rue Kétanou, Lilly Wood and the Prick, Mika, Olivia Ruiz, Rachid Taha, Stephan Eicher, The Jim Jones Revue

### Édition 2014
- Dates : du 6 au 8 juin
- Fréquentation :  70 000 festivaliers[14]
- Programmation :
  - Vendredi :  Stromae, Naâman, Casseurs Flowters, Irma, Skip&Die, BRNS, Biga*Ranx, Birth of Joy, GaBLé, Clockwork of the Moon
  - Samedi : Alex Hepburn, Foals, Gesaffelstein, Gaëtan Roussel, Fauve, Julien Doré, New Politics, Bosco Delrey, Kanka, Gaspard Royant, Two Bunnies in Love
  - Dimanche : -M-, Cats on Trees, David Guetta, Shantel & Bucovina Club Orkestra, Eli Paperboy Reed, Disiz, Elephanz, The 1969 Club, MmMmM

### Édition 2015
- Dates : du 22 au 24 mai
- Fréquentation : 65 000 festivaliers[15]
- Programmation :
  - Vendredi :  Selah Sue, IAM, Superpoze, Christine and the Queens, Benjamin Clementine, Grand Blanc, The Avener, Ky-Mani Marley, The Celtic Social Club, Drone Project
  - Samedi : Placebo, Fakear, Faada Freddy, Carl Barât and The Jackals, Triggerfinger, Ibeyi, Izia, Carbon Airways, La Raíz, Saint Motel, Malo'
  - Dimanche : Ms. Lauryn Hill, Yannick Noah, Arthur H, La Fine Équipe, Black M, Electro Deluxe, Bigflo & Oli, Lewis Evans & The Orchestra Choir of Love, Shake Shake Go, Beach Youth

#### Nouveautés
- Le festival introduit le paiement dématérialisé, appelé "P2N Pay&Play". Les jetons utilisés auparavant pour toutes les transactions sur le site du festival sont remplacés par une simple carte. Celle-ci doit être rechargée au préalable en ligne ou sur place. Ce système permet des transactions plus rapides et autorise le remboursement du solde restant à la fin du festival. Il s'agit du premier festival de la saison 2015 à proposer ce type de système[16].

### Édition 2016
En 2016 et pour la troisième fois, le festival ne se déroule pas pendant le week-end de la Pentecôte mais le week-end suivant, afin de mieux correspondre aux plannings de tournée des artistes.
- Dates : du 20 au 22 mai
- Fréquentation : 66 000 festivaliers[18]
- Programmation : 
  - Vendredi : Indochine, L.E.J, Minuit, Thylacine, VKNG, Broken Back, Nach, Bombay, The Goaties
  - Samedi : Louise attaque, Nekfeu, Feu! Chatterton, Synapson, Rover, Jabberwocky, Jeanne Added, Last Train, Puts Marie, Fat White Family, Jahen Oarsman
  - Dimanche : Michel Polnareff, Louane, Les Innocents, Boulevard des airs, Soviet Suprem, Alo Wala, Josef Salvat, De Staat, Olifan, We Wolf

#### Nouveautés
- Le paiement dématérialisé introduit l'année précédente évolue. La carte de payement est désormais intégrée au bracelet des festivaliers afin d'éviter les pertes.

### Édition 2017
- Dates : du 2 au 4 juin
- Fréquentation : 68 000[19]
- Programmation :
  - Vendredi : Matmatah, Gramatik, Deluxe, MHD, Alltta, Rocky, The Skints, Marvin Jouno, The Mistery Lights, Aloha Orchestra
  - Samedi : The Kills, Jain, La Femme, Feder, Vald, Radio Elvis, Thomas Azier, Las Aves, The Temperance Movement, Mo'Kalamity & The Wizards, Intérieur Nuit
  - Dimanche : Renaud, Martin Solveig, Vianney, Claudio Capéo, Inna de Yard, Bagarre, The Limiñanas, Lady Wray, Shake The Ronnin, Teejay

### Édition 2018
- Dates : du 18 au 20 mai
- Fréquentation : 60 000[20]
- Programmation :
  - Vendredi : Shaka Ponk, Petit Biscuit, Møme, Rilès, Roméo Elvis, Diva Faune, Thérapie Taxi, The Geek x vrv, Theo Lawrence, Nine Million Witches
  - Samedi : Suprême NTM, Jake Bugg, Juliette Armanet, Ofenbach, Django Django, Idles, Petit Fantôme, Findlay, HMLTD, Inuit, Bafang, Freshcaencamps, Les décalés du bocage, Tom Kelma
  - Dimanche : Robin Schulz, Bernard Lavilliers, Slimane, Calypso Rose, Lee Fields & The Expressions, Gauvain Sers, Nova Twins, Cabadzi x Blier, Cannibale, Ali Daniel, The Hits, Audiofilm, Collo, Olifan & Les Kids

### Édition 2019
- Dates : du 7 au 9 juin
- Fréquentation : 75 000 festivaliers[21]
- Programmation[22] :
  - Vendredi : Teddy Binks, Kendji Girac, Vintage Trouble, Voyou, Bigflo et Oli, Yak, Panda Dub, Vandal, La Chiva Gantiva ;
  - Samedi : Yse Sauvage, Aerobrasil, Porcelain, La Faim du Tigre, Le Prince Miiaou, Eddy de Pretto,The Slow Show, Clara Luciani, Orelsan, Saint Agnes, Arnaud Rebotini, Kungs, Ko Ko Mo[23] ;
  - Dimanche : Adrien Legrand & les chœurs de Parisy, Les Folles de Léon, Noroy, Akasha Sax Dub & Bone, Bluewave Quartet, Delgrès, Trois Cafés gourmands, Nuit, Hoshi, Zazie, Jazzy Bazz, Meute, Gims, Zenzile.

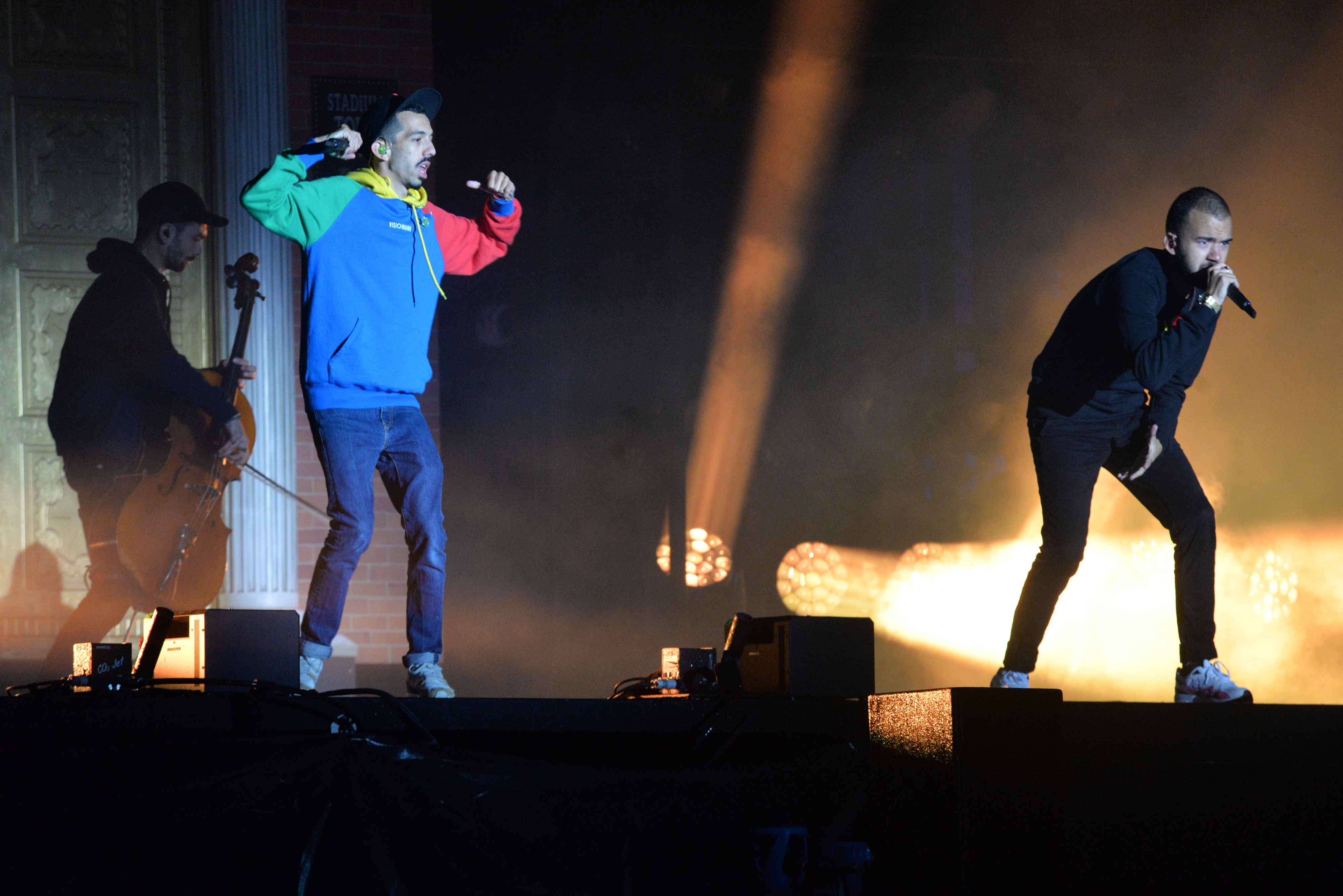
Bigflo et Oli
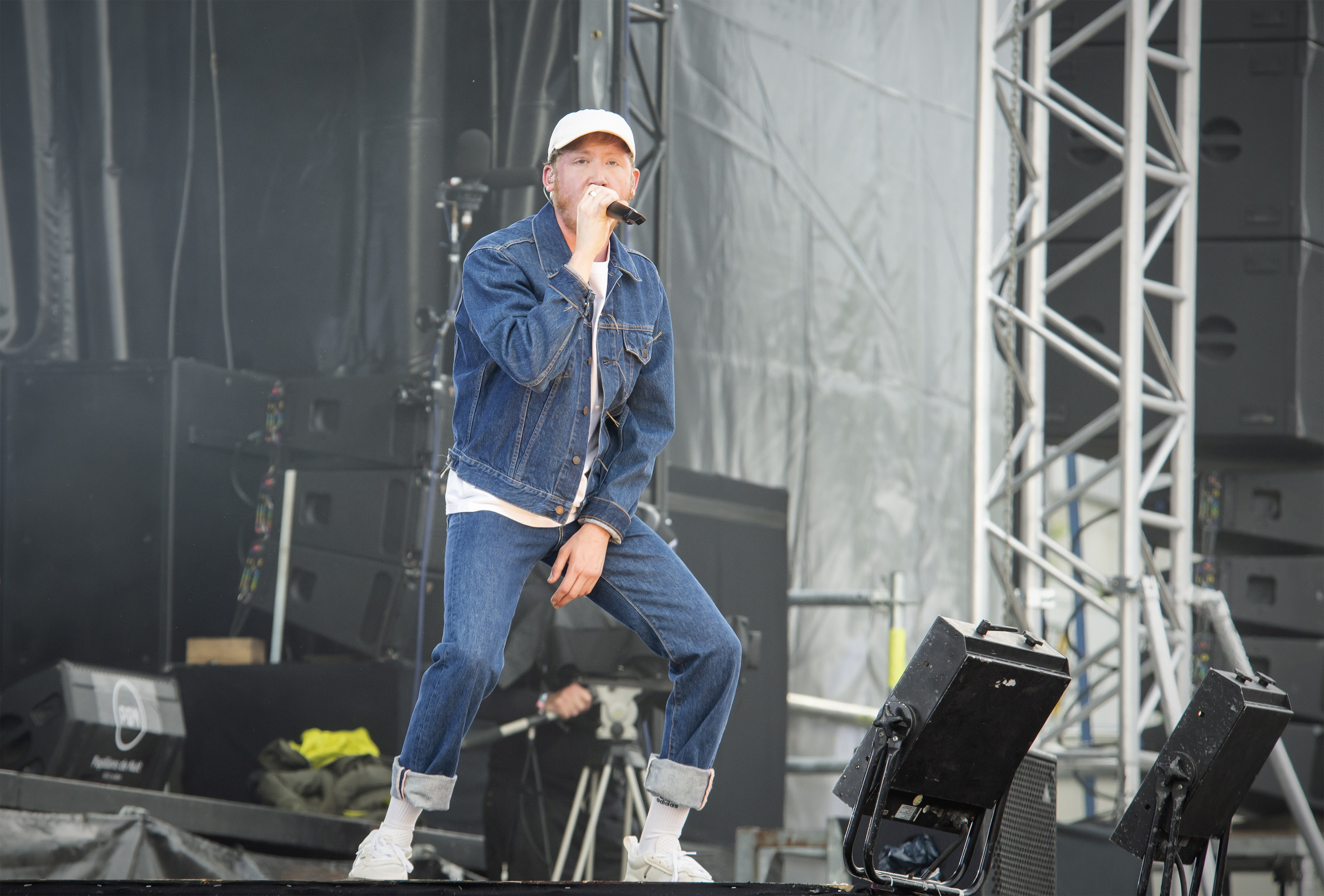
Eddy de Pretto
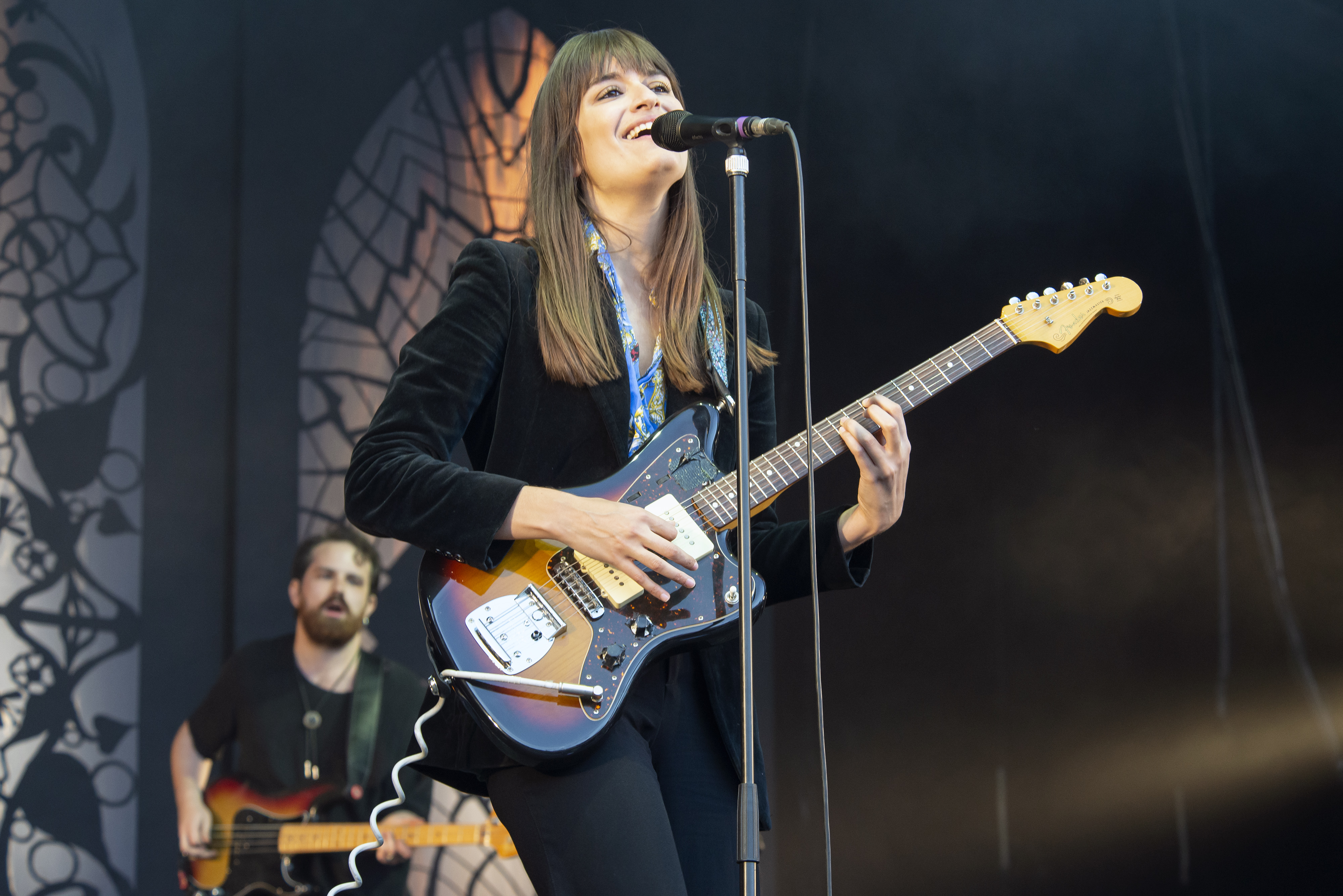
Clara Luciani
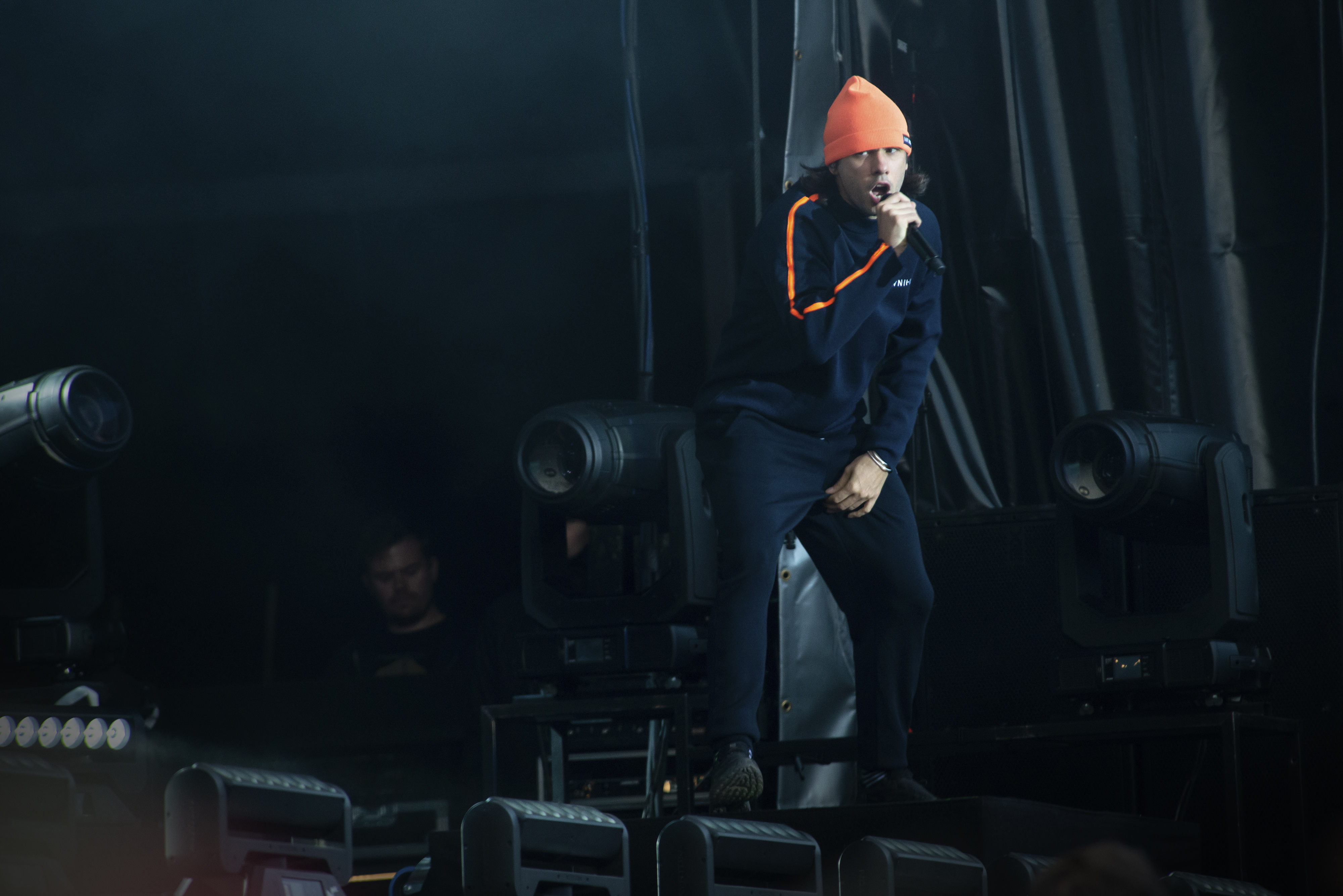
Orelsan
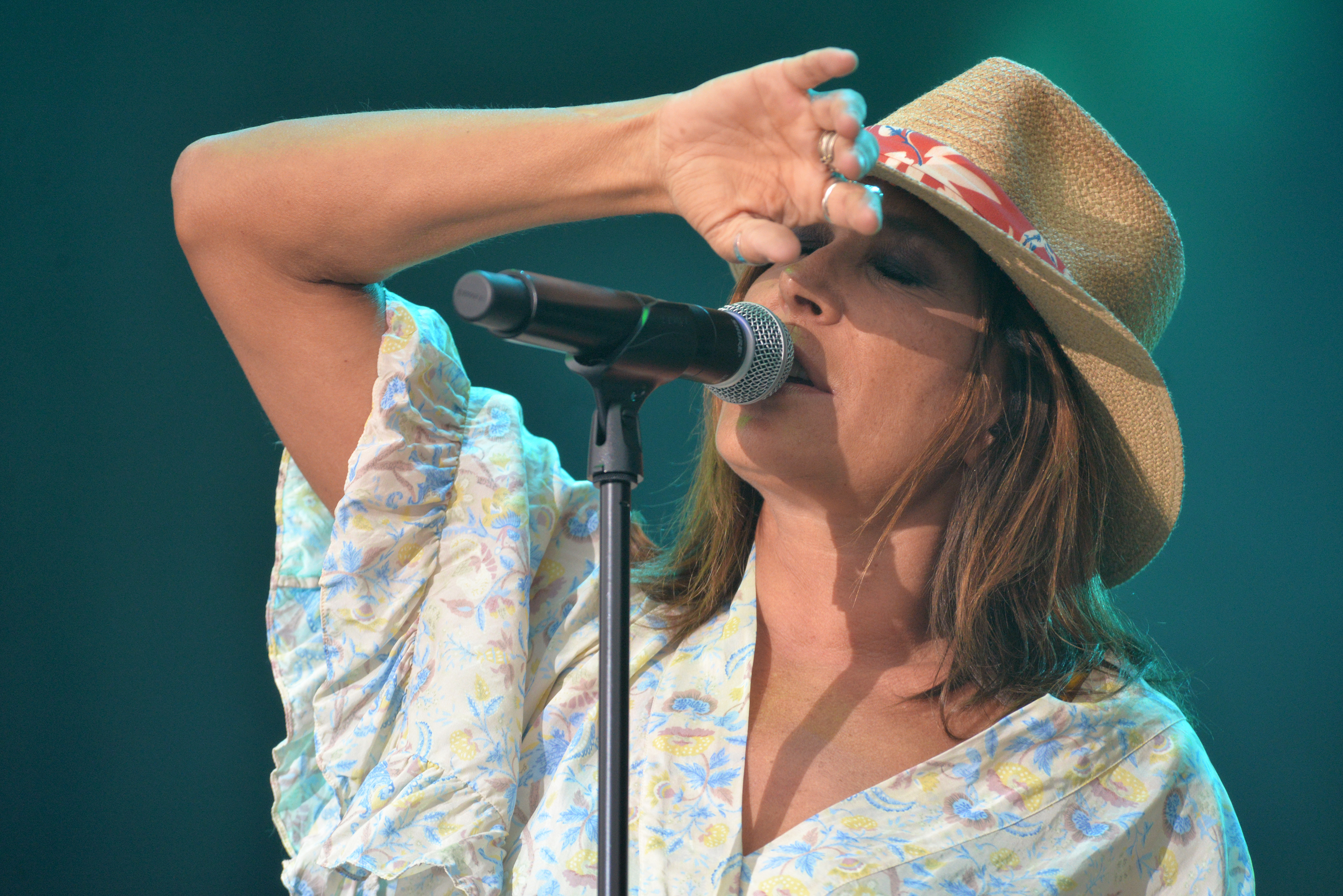
Zazie

### Année 2020
La vingtième édition (29-31 mai) est annulée en raison de la pandémie de coronavirus.

### Édition 2021
- Dates : 21-23 mai 2021
- Programmation :
  - Vendredi : Dadju, Lorenzo...
  - Samedi : Macklemore, Dionysos...
  - Dimanche : M.Pokora, Les Frangines...

### Édition 2022
- Dates : du 3 au 5 juin
- Fréquentation : 85 000[24]
- Programmation[25] :
  - Vendredi : Macklemore, Rag'n'Bone Man, 47Ter, Vladimir Cauchemar, Ayron Jones (en), Victor Solf, Aime Simone, Annabella Hawk, Twin
  - Samedi : Angèle, Royal Blood, Suzane, Paula Temple, Claire Laffut, JJ Wilde, Laeti, Dope Saint Jude, MNNQNS, Bandit Bandit, I Sens, Berling Berlin, Ineige
  - Dimanche : Sexion d'assaut, Julien Doré, Dutronc & Dutronc, Fatoumata Diawara, James BKS (en), Tessae, Emma Peters, Stéphane (chanteuse), Lulu Van Trapp, Baptiste Ventadour, Olifan & La Ti Canaille Harmonie, Nobody's Cult, Isïa Marie, Issara

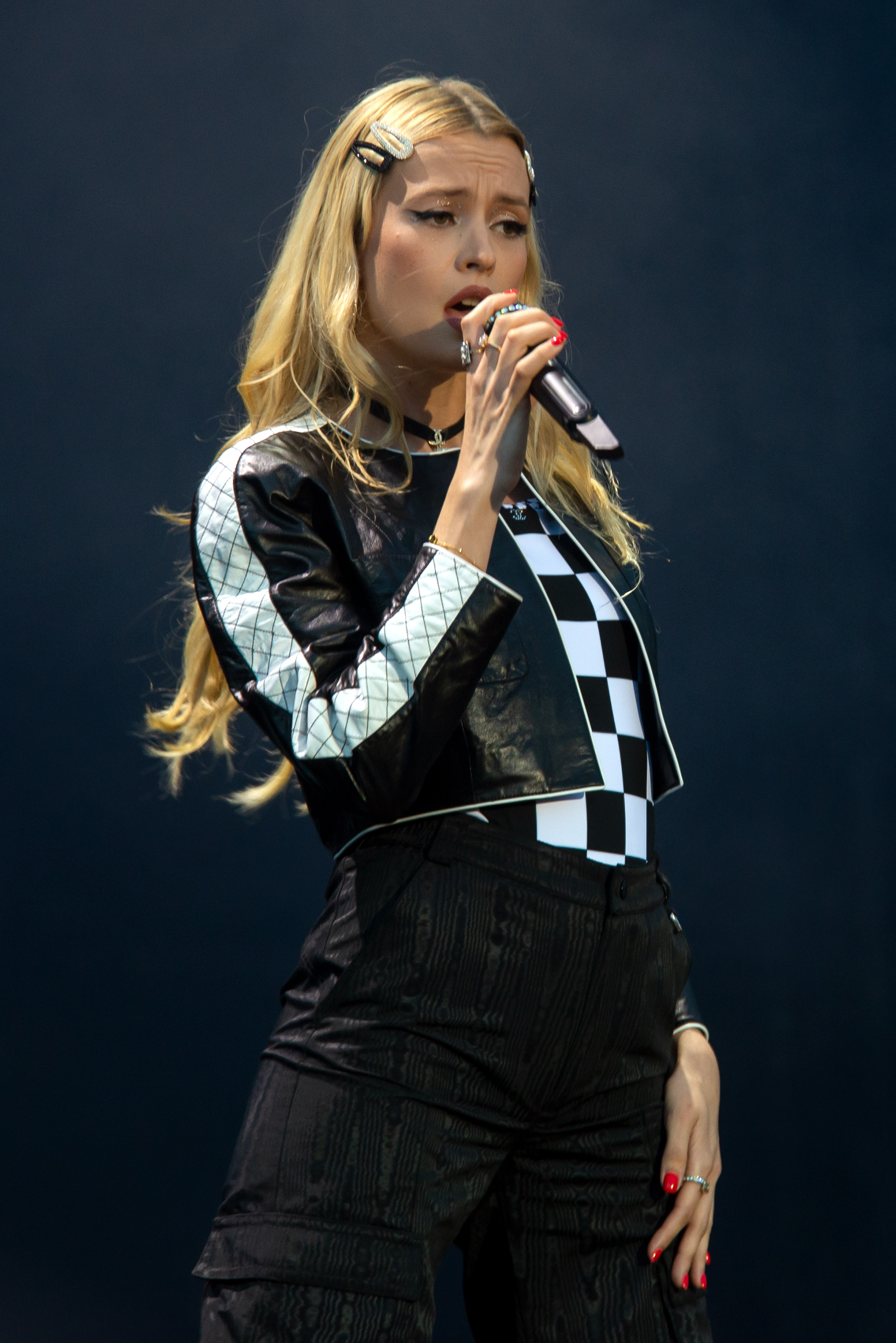
Angèle
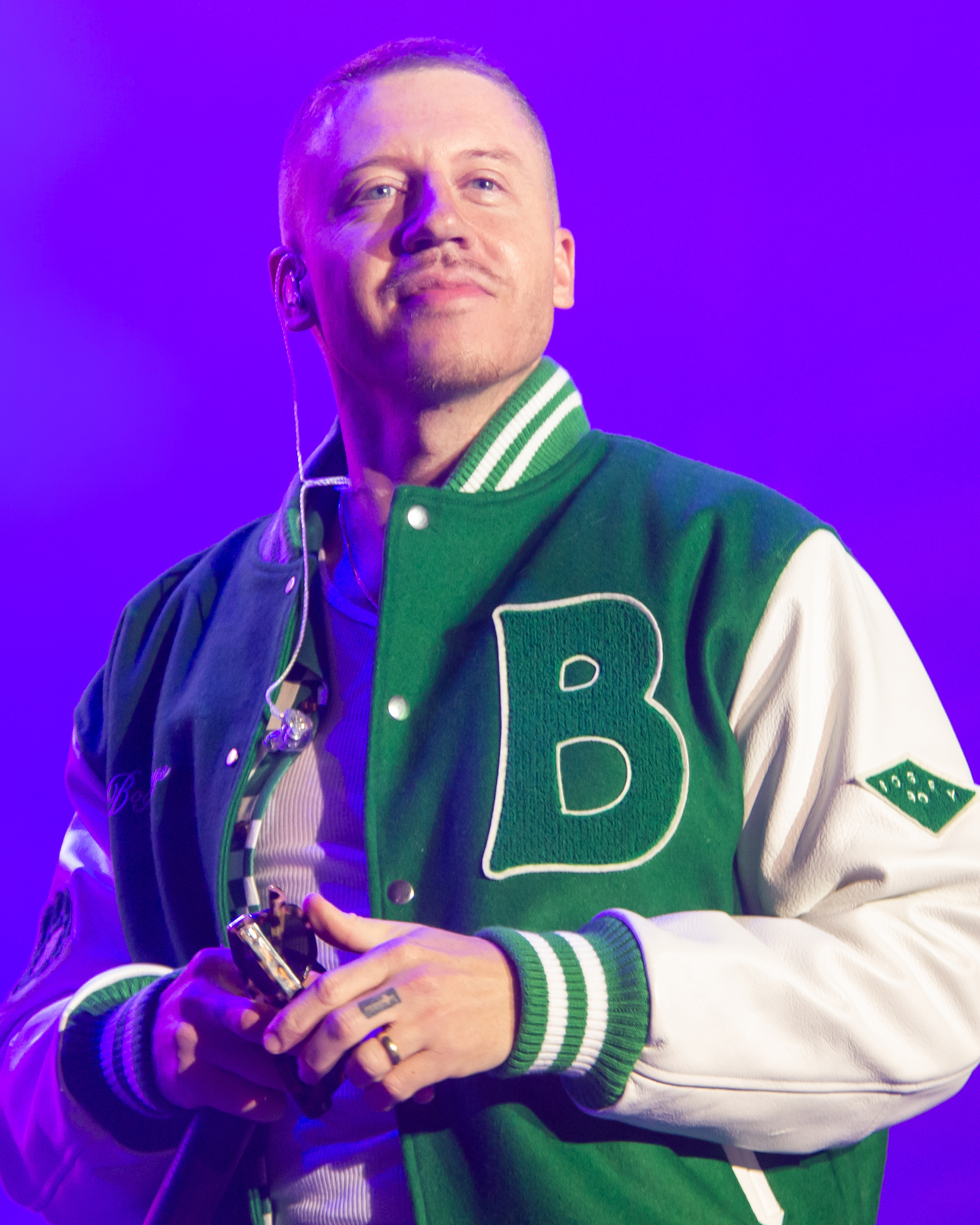
Macklemore
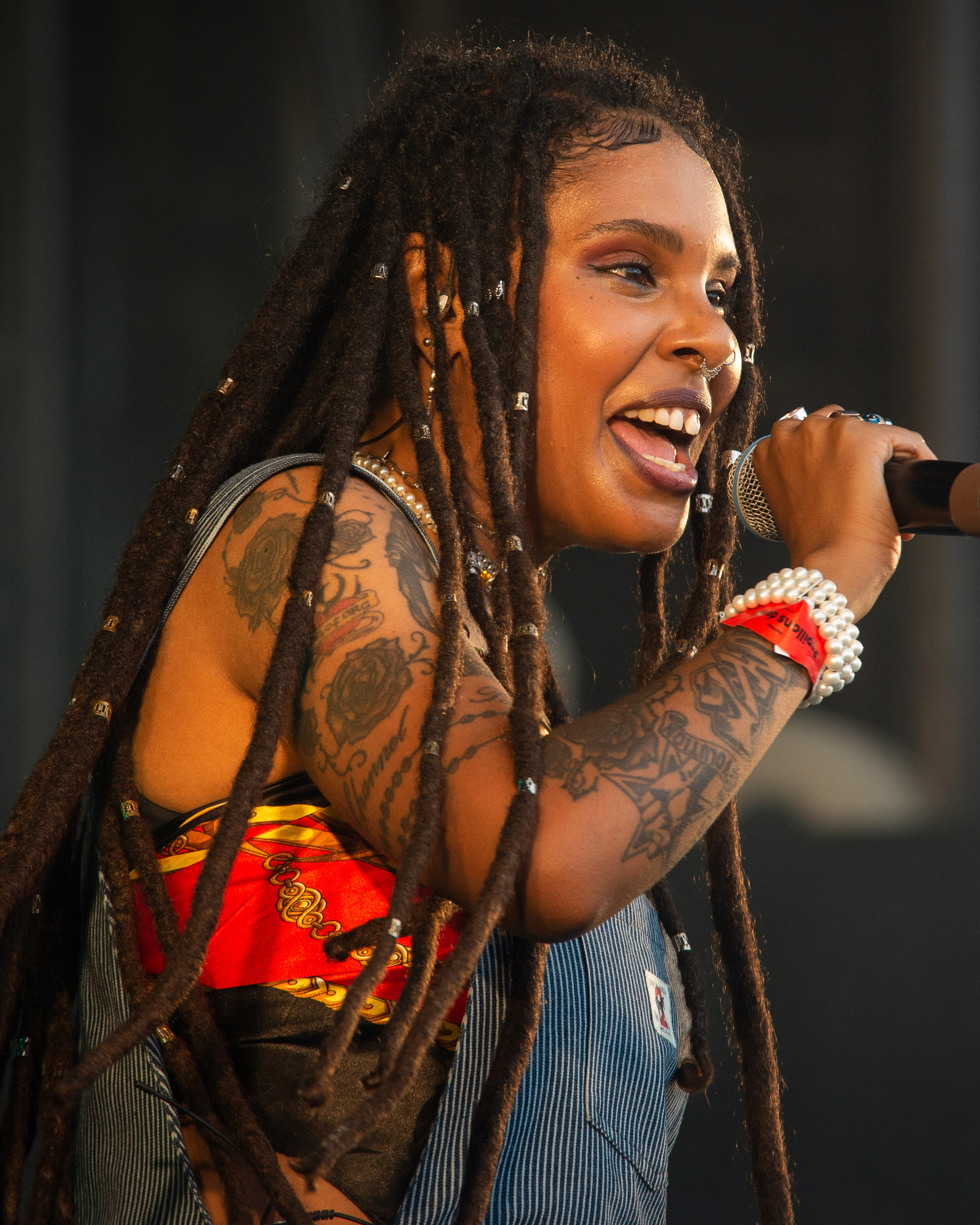
Dope Saint Jude
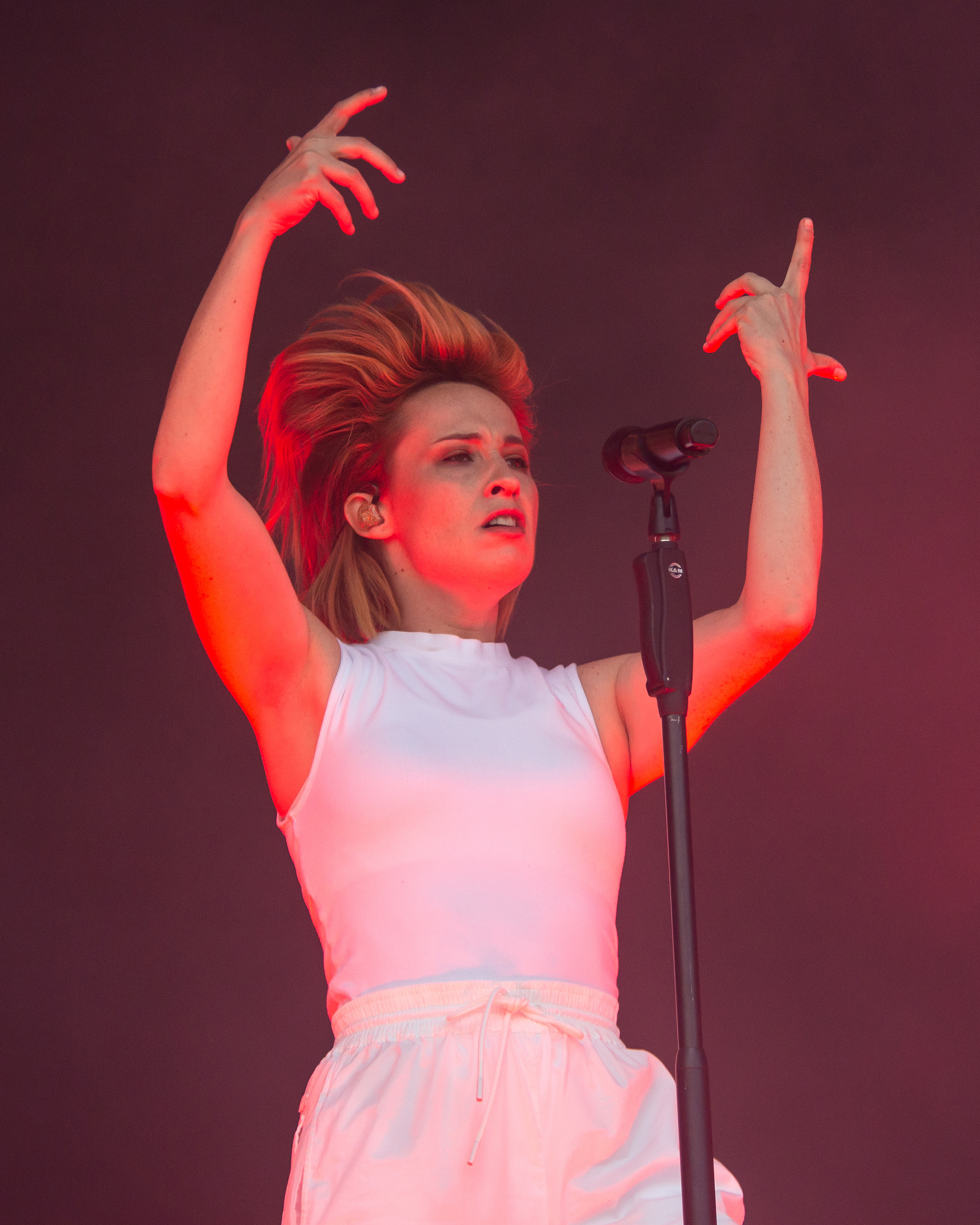
Suzane
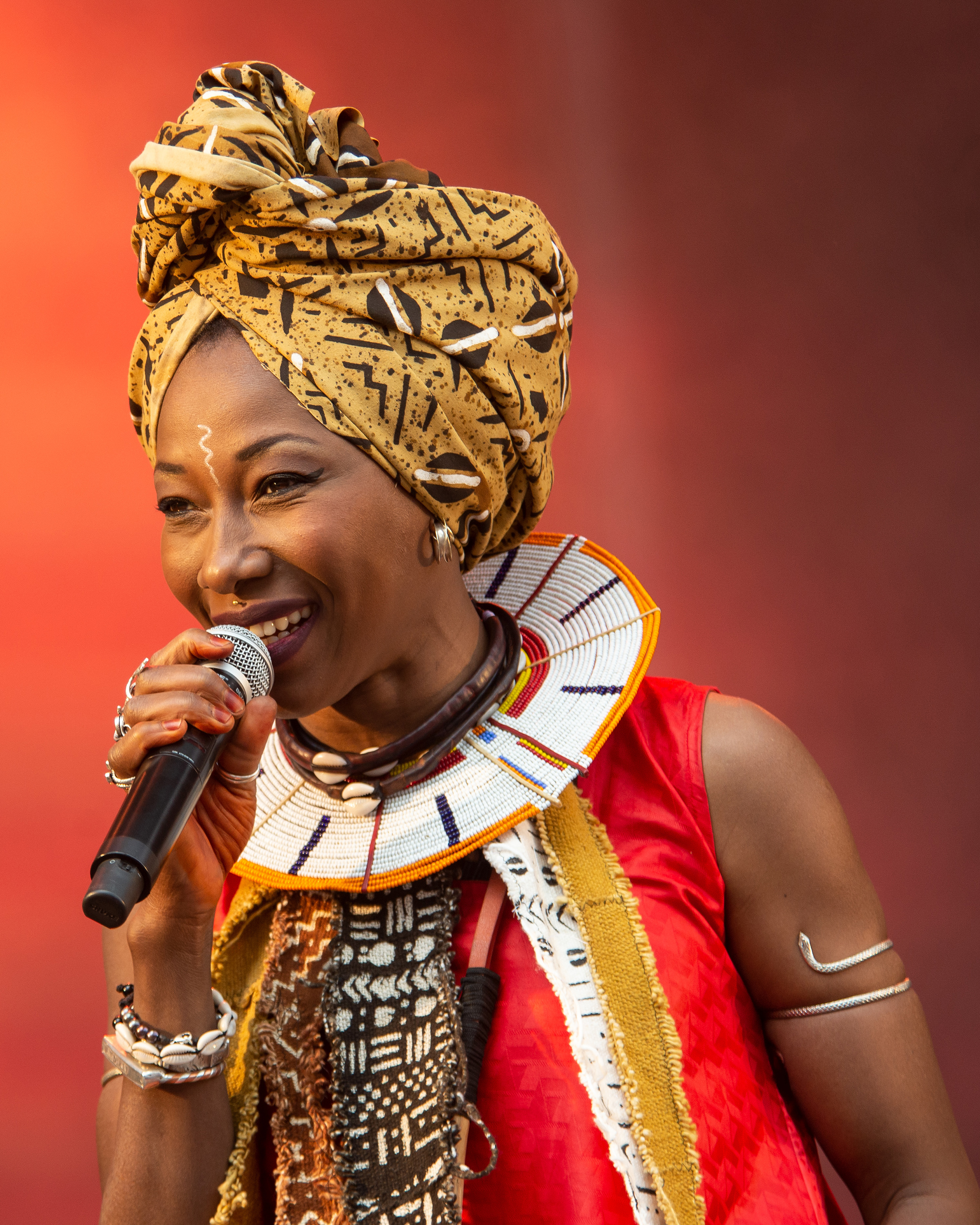
Fatoumata Diawara
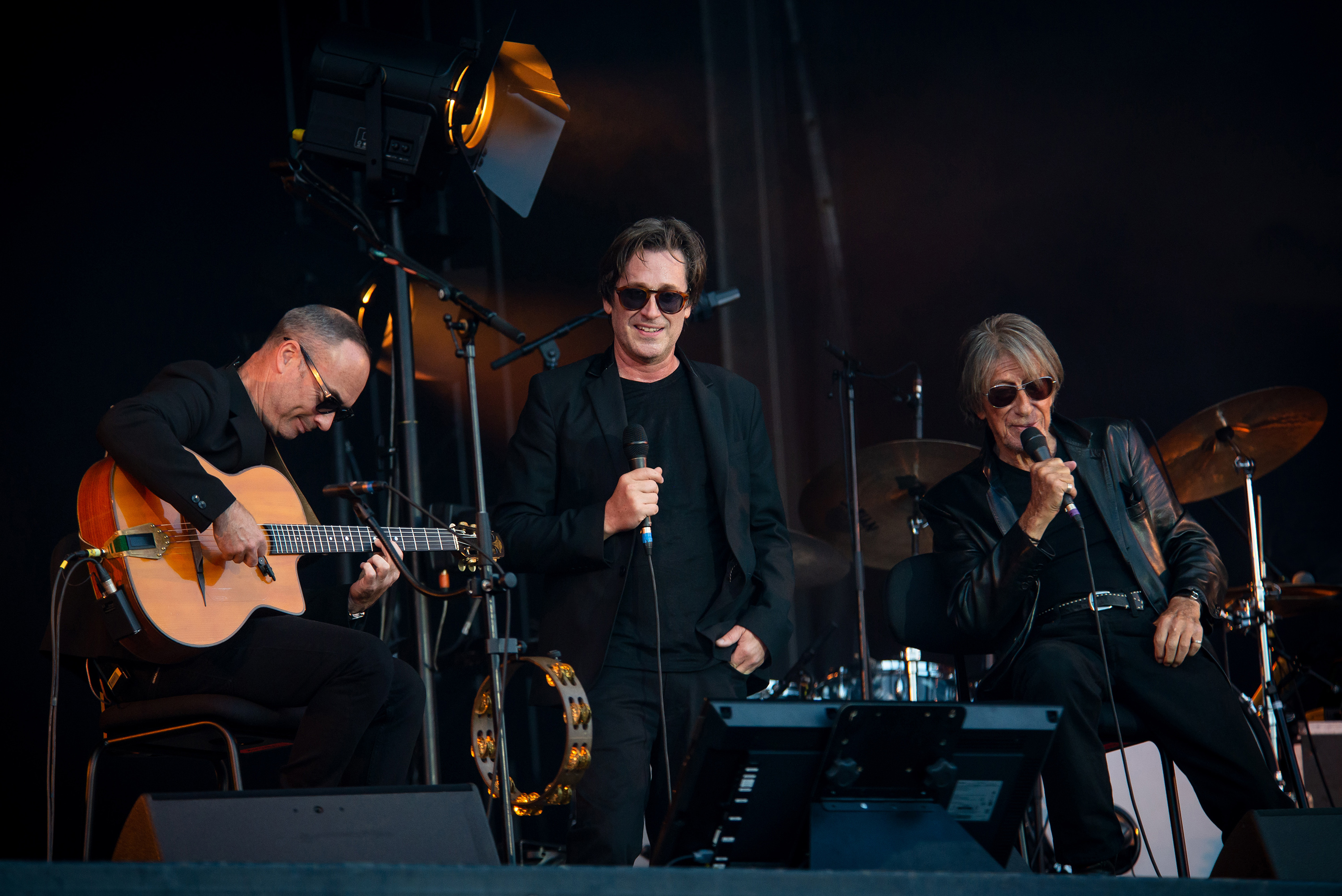
Thomas et Jacques Dutronc

### Édition 2023
Tous les forfaits 3 jours sont épuisés le 8 février 2023, à un peu moins de 4 mois du festival.
Une première partie de la programmation est annoncés le 1er décembre 2022, une seconde partie le 9 février 2023.
- Dates : du 26 au 28 mai
- Fréquentation : 92 000 [26]
- Programmation :
  - Vendredi: Fatboy Slim, Bigflo et Oli, Naäman, Hervé, Adé, Chilla, Jeanneto, Lucie Antunes...
  - Samedi: Orelsan, Niska, Izïa, Carpenter Brut, Silly Boy Blue, Glauque...
  - Dimanche: Soprano, Marc Lavoine, Claudio Capéo, Gazo, TriggerFinger, Aloïse Sauvage, Pogo Car Crash Control, Kalika, Thomas Kahn...

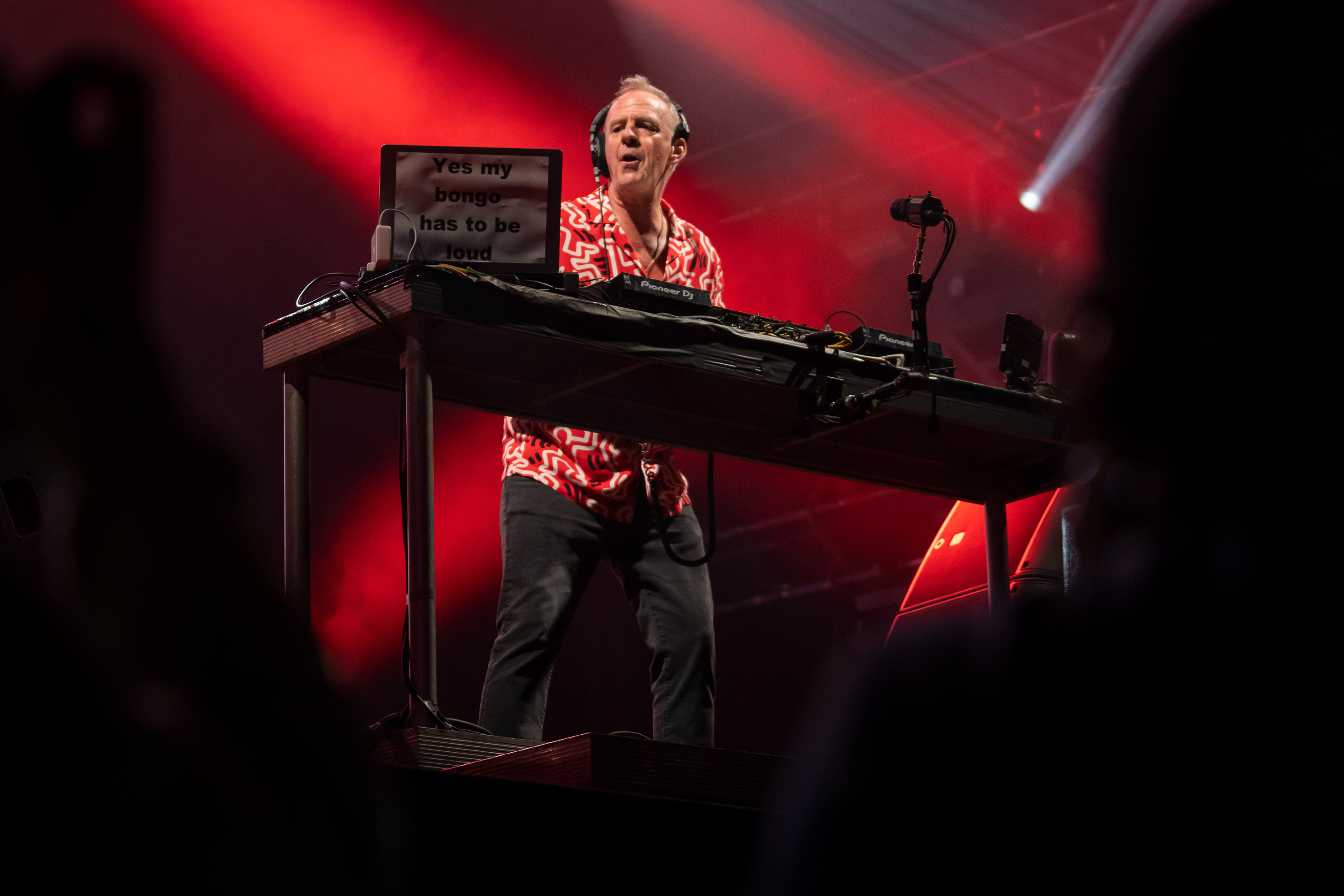
Fatboy Slim
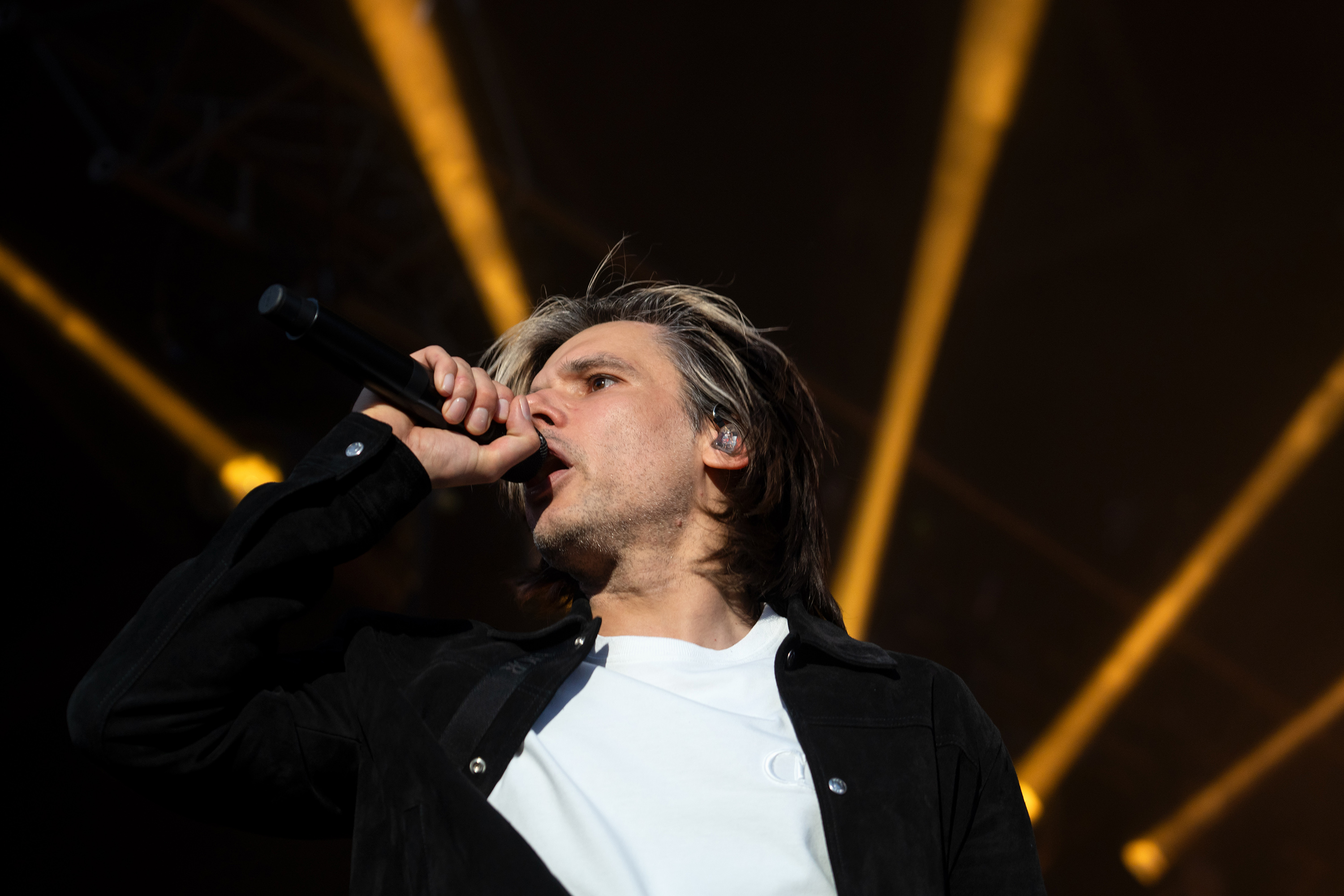
Orelsan
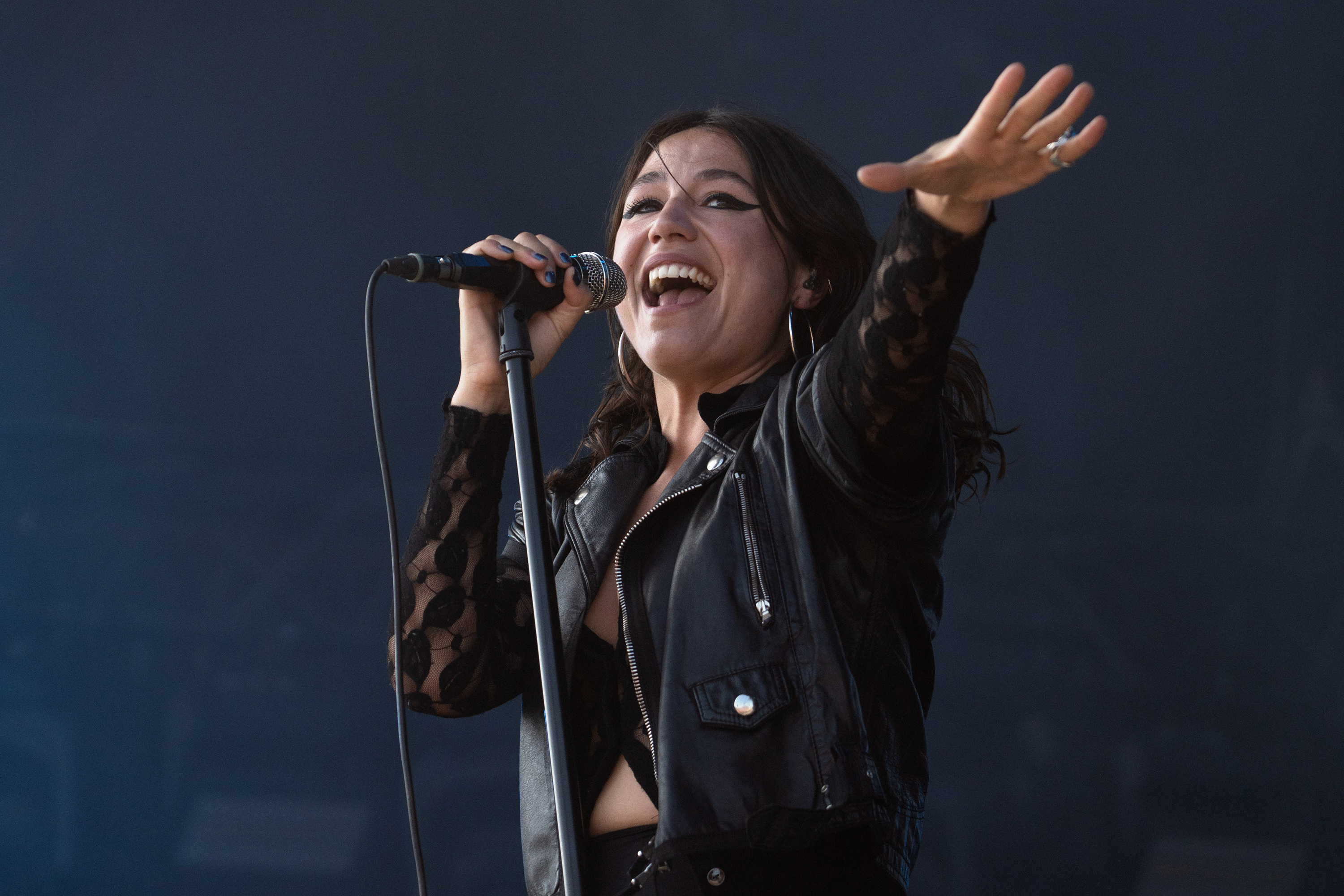
Izïa
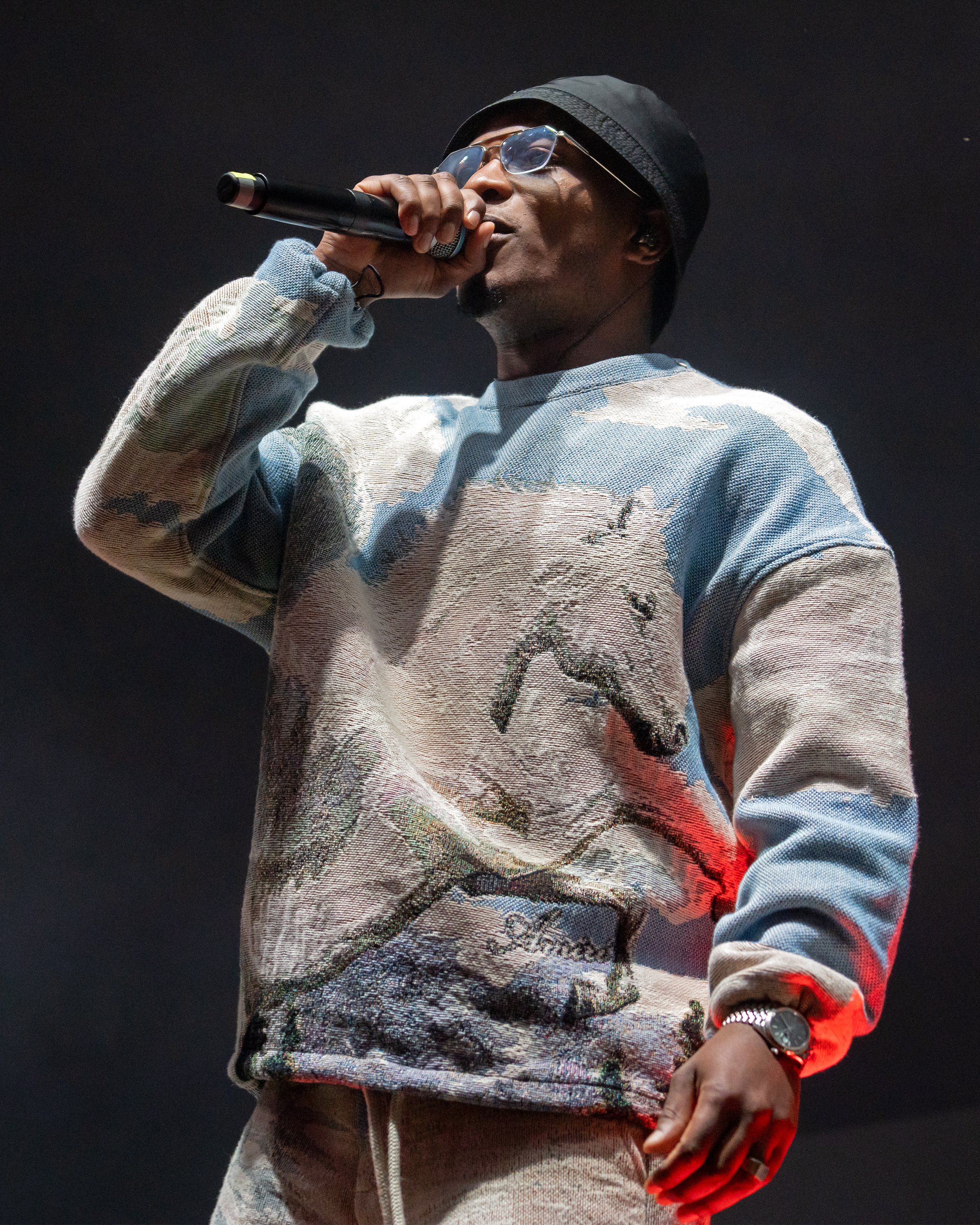
Niska
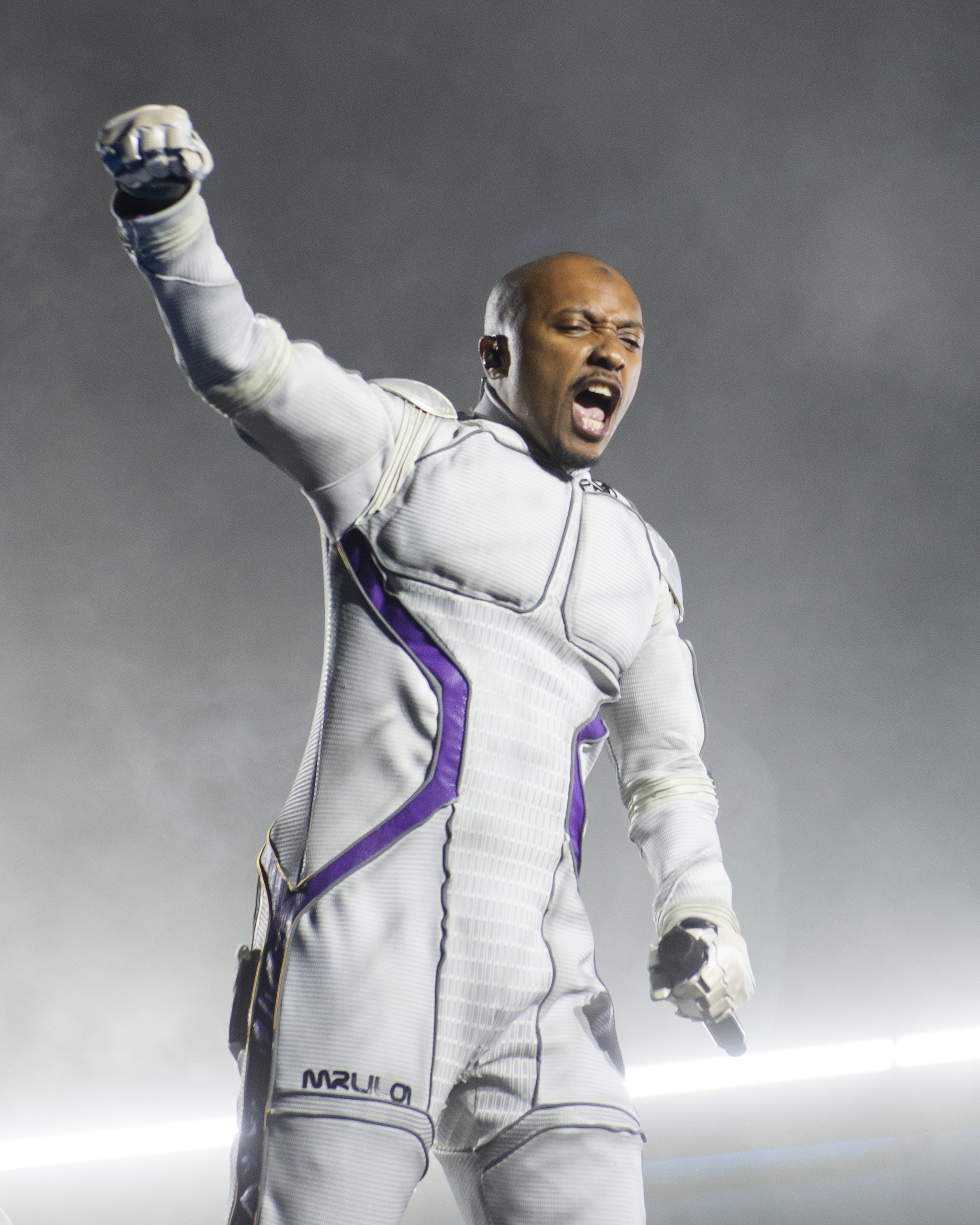
Soprano
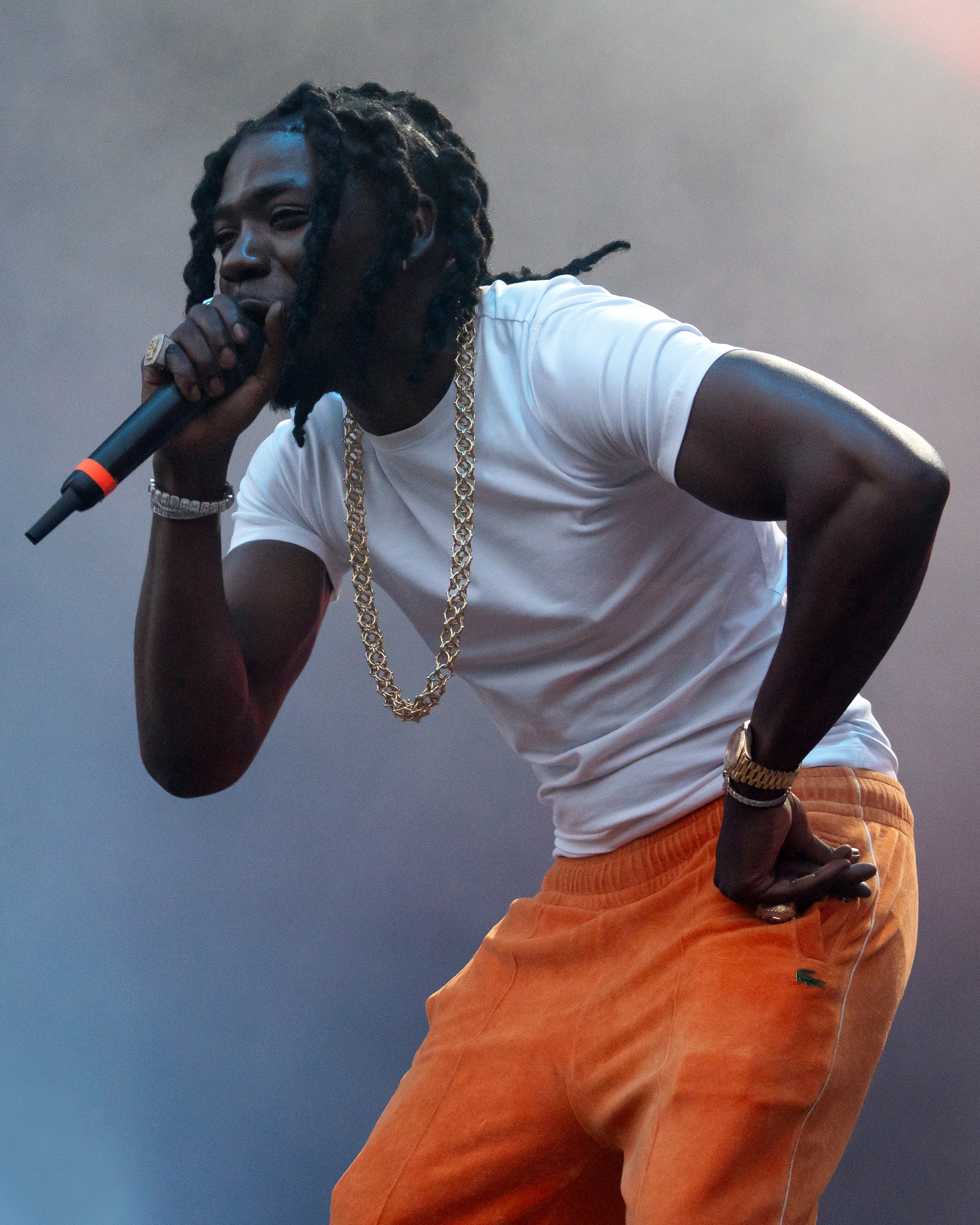
Gazo
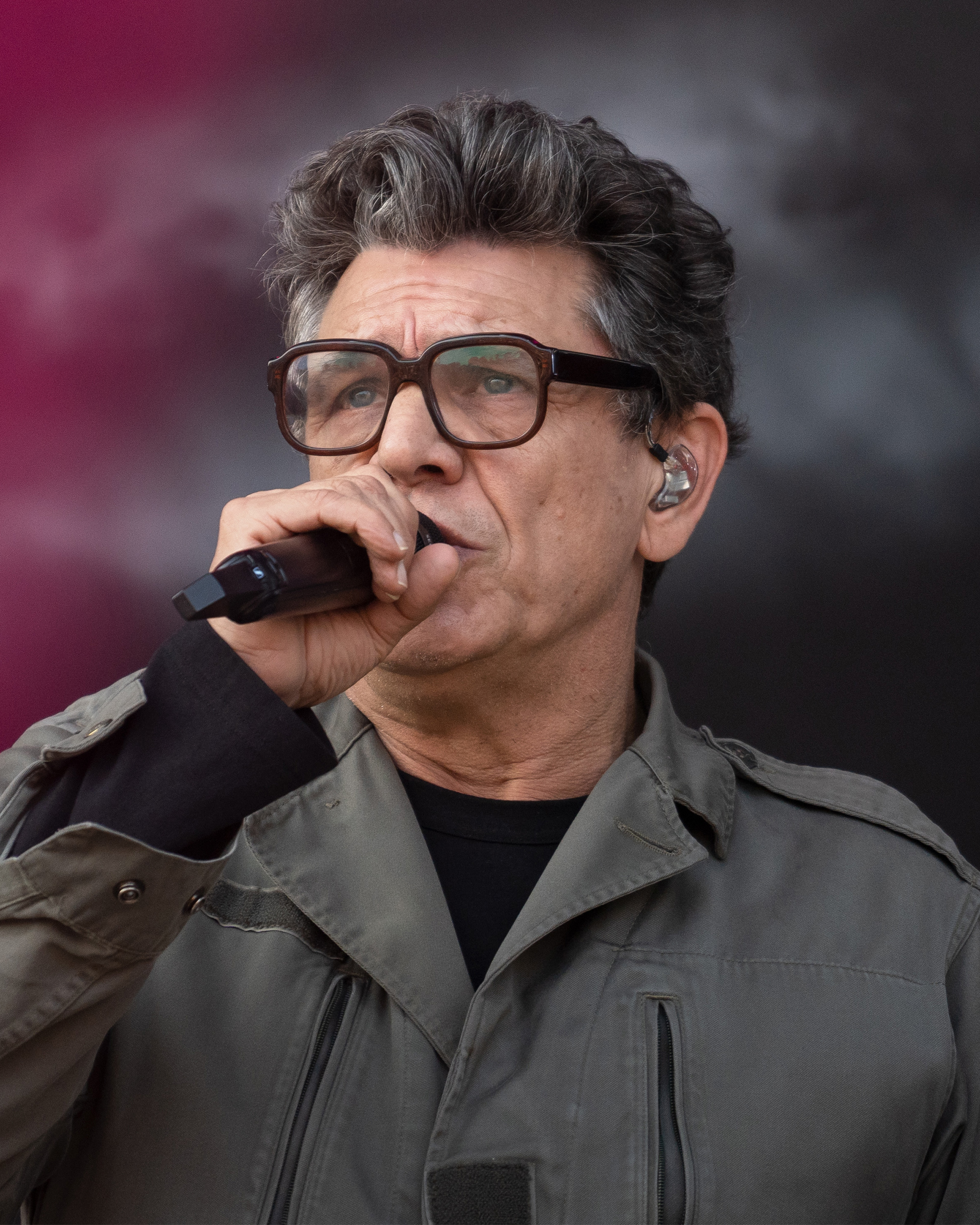
Marc Lavoine

### Édition 2024
Malgré l'édition annoncée complète, les journées du samedi et du dimanche sont annulées en raison d'un violent orage.
- Dates : du 17 au 19 mai
- Fréquentation attendue : 96 000 [27]
- Programmation :
  - Vendredi : SCH, Lost Frequencies, Hoshi, Ko Ko Mo, Sierra, MPL, Hannah Grae, ENR, Bazarr, Tha Dunciz
  - Samedi (annulé) : Ninho, Caravan Palace, Eddy de Pretto, Trinix, Pierre de Maere, Santa, Styleto, Lucie Antunes, Madam, Melotronic, Pedro le Kraken, Periods, Palladium
  - Dimanche (annulé) : Matt Pokora, Christophe Maé, Grand Corps Malade, Zaho de Sagazan, La Yegros, SDM, Samba de la Muerte, Maddy Street, Lehmanns Brothers, Fatbabs, Fanfare Express, Norkito, Michel Hubert, Lyrix Lost Hours

### Édition 2025
Afin d'améliorer l'accueil du public, le site du festival est repensé et agrandi d'environ 7 hectares.
- Dates : du 6 au 8 juin
- Fréquentation : 92 000[29]
- Programmation :
  - Vendredi : Ninho & Niska, Eddy de Pretto, Deluxe, Dub Inc, HorsegiirL (en), Carbonne, Yoa, Spill Tab, Maddy Street, Washaa, Caos.808
  - Samedi : Julien Doré, Ofenbach, Ben Mazué, Ascendant Vierge, Nova Twins, Solann, Jyeuhair, Astéréotypie, Pyhties, Les Voisins du dessous, Dominique Février, Melotronic
  - Dimanche : Gims, Pierre Garnier, Philippe Katerine, Barbara Pravi, Bbno$, Adèle Castillon, Kutu, MJ Nebreda, Fatbabs & The Riddim Ryders, Dinaa, Lyrix Lost Hours, The Songwriters, Norkito

### Édition 2026
- date : du 22 au 24 mai

- programmation :
  - Vendredi :
  - Samedi :
  - Dimanche :